# Пірадов Володимир Йосипович
Володимир Йосипович Піра́дов (справжнє прізвище — Пірадян; 14 лютого 1892, Варшава — 20 квітня 1954, Київ) — український радянський диригент і педагог, професор з 1950 року. Народний артист Казахської РСР з 1943 року, народний артист УРСР з 1947 року. Батько концертмейстера Елеонори Безано-Пірадової.

## Біографія
Народився 2 [14] лютого 1892 року у місті Варшаві (нині Польща). Вірменин. У 1910—1914 роках навчався в Тифліському музичному училищі (клас вокалу та теорії музики).
Протягом 1914—1918 років — співак і диригент Тифліського оперного театру. У 1917—1922 роках — оперний диригент у Баку; у 1922—1923 роках — у Ташкенті, у 1923—1924 роках — у Казані; у 1924—1925 роках — знову в Ташкенті; у 1925—1927 роках — у Москві (вільна опера «Акваріум»); у 1927—1928 роках — знову в Ташкенті; у 1928—1929 роках — знову в Баку; у 1929—1930 роках — у Першій московській пересувній опері (Перм, Самара, Челябінськ); у 1930—1931 роках — у Владивостоці; у 1931—1934 роках — у Свердловську; у 1934—1935 роках — в Єревані. У 1935—1936 роках — головний диригент Оперного театру в Горькому; у 1936—1941 роках — диригент Київського театру опери та балету імені Тараса Шевченка; у 1941—1944 роках — головний диригент в Алмати; у 1944—1947 роках — Харківського театру опери та балету; у 1947—1948 роках — диригент Великого театру в Москві; у 1948—1950 роках — головний диригент у Мінську; у 1950—1954 роках — знову в Києві. Член ВКП(б) з 1951 року.
Одночасно викладав у музичних вузах в Баку, Свердловську, Єревані. Протягом 1937—1941 років очолював кафедру оперної підготовки Київської консерваторії. 1938 року оперою «Фра-Дияволо» Даніеля Обера відкрив при ній оперну студію. У 1944—1947 роках очолював оперні класи Харківської; у 1948—1950 роках — Мінської консерваторій, у 1950—1954 роках — оперну студію Київської консерваторії. У Києві викладав також диригування. Серед учнів — Євген Дущенко.

Могила Володимира Пірадова

Помер у Києві 20 квітня 1954 року. Похований у Києві на Байковому кладовищі (ділянка № 8). У 1955 році на могилі встановлений надгробний пам'ятник роботи скульптора Михайла Морозова.

## Творчість
Поставив опери:
- «Розлом» Володимира Фемеліді (1932);
- «Даїсі» Захарія Паліашвілі (1938),
- «Життя за царя» Михайла Глінки (1939);
- «Князь Ігор» Олександра Бородіна (1939, 1953);
- «Ніч перед Різдвом» Миколи Римського-Корсакова (1940);
- «Отелло» Джузеппе Верді (1940);
- «Наймичка» Михайла Вериківського (1944);
- «Борис Годунов» Модеста Мусоргського (1952).

Гастролював у Ленінграді. 1951 року разом із Київським театром опери та балету імені Тараса Шевченка брав участь у 2-й Декаді українського мистецтва в Москві, де диригував операми «Богдан Хмельницький» Костянтина Данькевича (перша редакція), «Царева наречена» Миколи Римського-Корсакова. Записав ці опери на грамплатівки:
- «Цареву наречену» — з Єлизаветою Чавдар, Ларисою Руденко, Михайлои Гришком, Борисом Гмиреюя;
- «Богдана Хмельницького» — з Марією Литвиненко-Вольгемут, Ларисою Руденко, Михайлом Гришком, Борисом Гмирею, Віктором Борищенком, Іваном Паторжинським.